# Adrian Głębocki
Adrian Mikołaj Głębocki (ur. 8 września 1833 w Pankach, zm. 15 maja 1905 w Warszawie) – polski malarz, rysownik, litograf, ilustrator książkowy i pedagog.

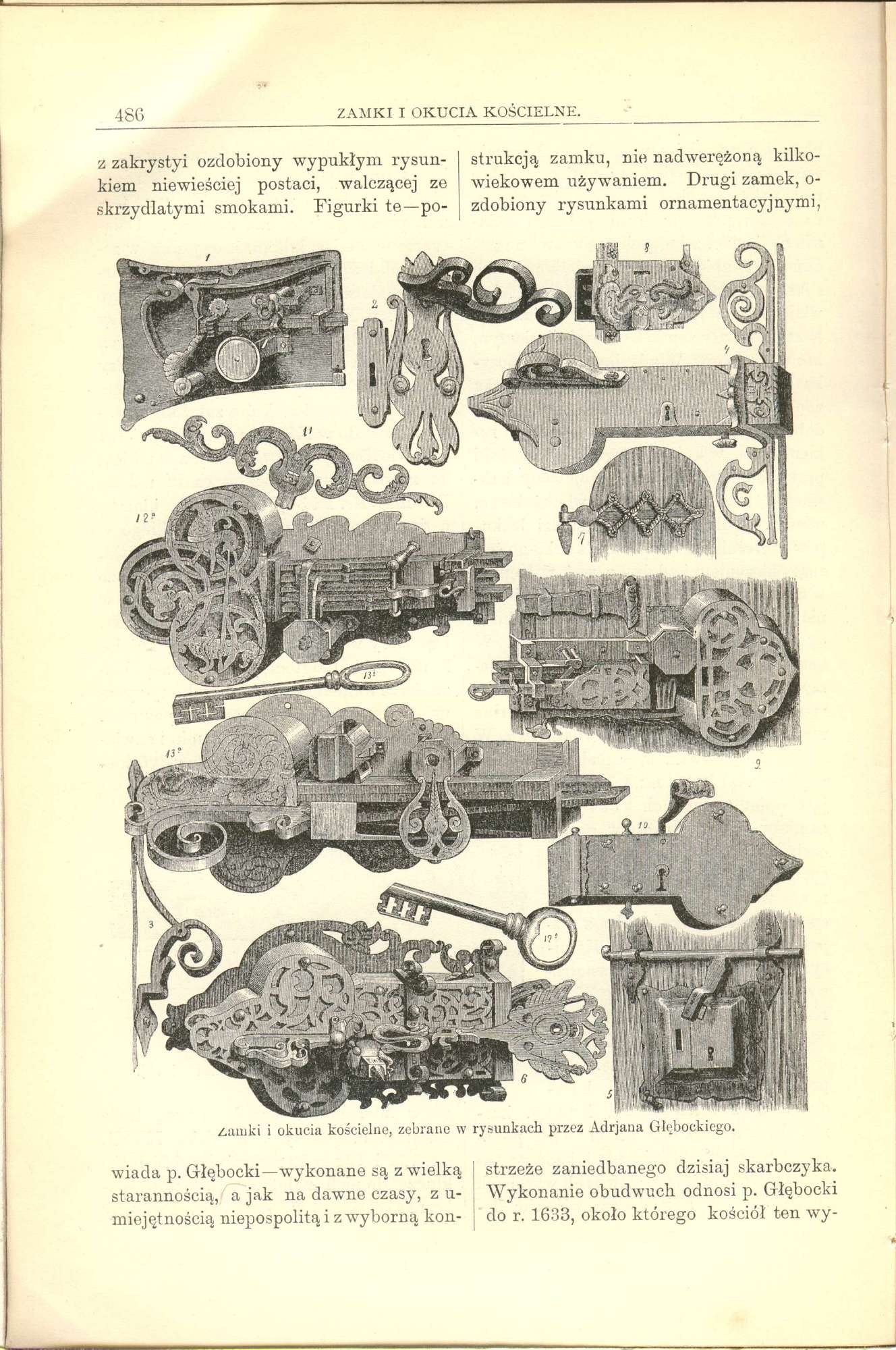
Stare zamki i okucia kościelne rysunki Adriana Głębockiego z tomu IV
Encyklopedii staropolskiej Glogera.

## Życiorys
Głębocki urodził się w Pankach, w ówczesnym województwie kaliskim. Po ukończeniu szkoły powiatowej w Wieluniu w latach 1850–1857 studiował w Szkole Sztuk Pięknych w Warszawie; po studiach odbył podróże do Paryża, Wiednia i Monachium. Od 1863 mieszkał w Częstochowie, gdzie pracował jako nauczyciel rysunku w tamtejszym Gimnazjum Filologicznym. W tym czasie stworzył wiele prac związanych tematycznie z Kaliskiem. Od 1873 mieszkał w Warszawie.
Ważną cechą jego twórczości, szczególnie rysunków i akwarel, jest ich wartość dokumentalna. Wiele miejsca w swym dorobku poświęcił on utrwaleniu zabytków architektury. Niektóre z nich dziś już nie istnieją jak np. kościół św. Jakuba w Częstochowie z XVII w., drewniany kościół św. Stanisława biskupa w Brzeźnicy Starej, wnętrze kopalni w Pankach. Rysunki Głębockiego opatrzone niejednokrotnie dodatkowymi opisami są cennym materiałem ikonograficznym. Prócz kilkuzdaniowych opisów będących komentarzem do rysunków, artysta napisał kilka artykułów dotyczących zabytków regionu. Poświęcone były one klasztorowi jasnogórskiemu, dawnemu kościołowi kanoników regularnych we Mstowie oraz kościołowi w Truskolasach. Wszystkie zostały zamieszczone w „Kłosach”. Jego artykuł na temat malarstwa częstochowskiego został opublikowany w czasopiśmie „Wiek” w 1874 roku. Swoje prace, będące ilustracjami artykułów także innego autorstwa, zamieszczał Głębocki m. in. w „Tygodniku Illustrowanym”.
Wśród jego prac wiele miejsca zajmują obrazy o tematyce religijnej oraz sceny rodzajowe i historyczne. Stworzył wiele cyklów rysunkowych o tematyce religijnej: Św. Eustachy Męczennik, Św. Maria Magdalena, Chwała Marii, a także historycznej: Legendy Polskie. Wykonał Album Jasnej Góry, składający się z 52 szkiców akwarelowych.
Jego ilustracje znalazły się także w Encyklopedii staropolskiej autorstwa Zygmunta Glogera.

## Wybrane prace

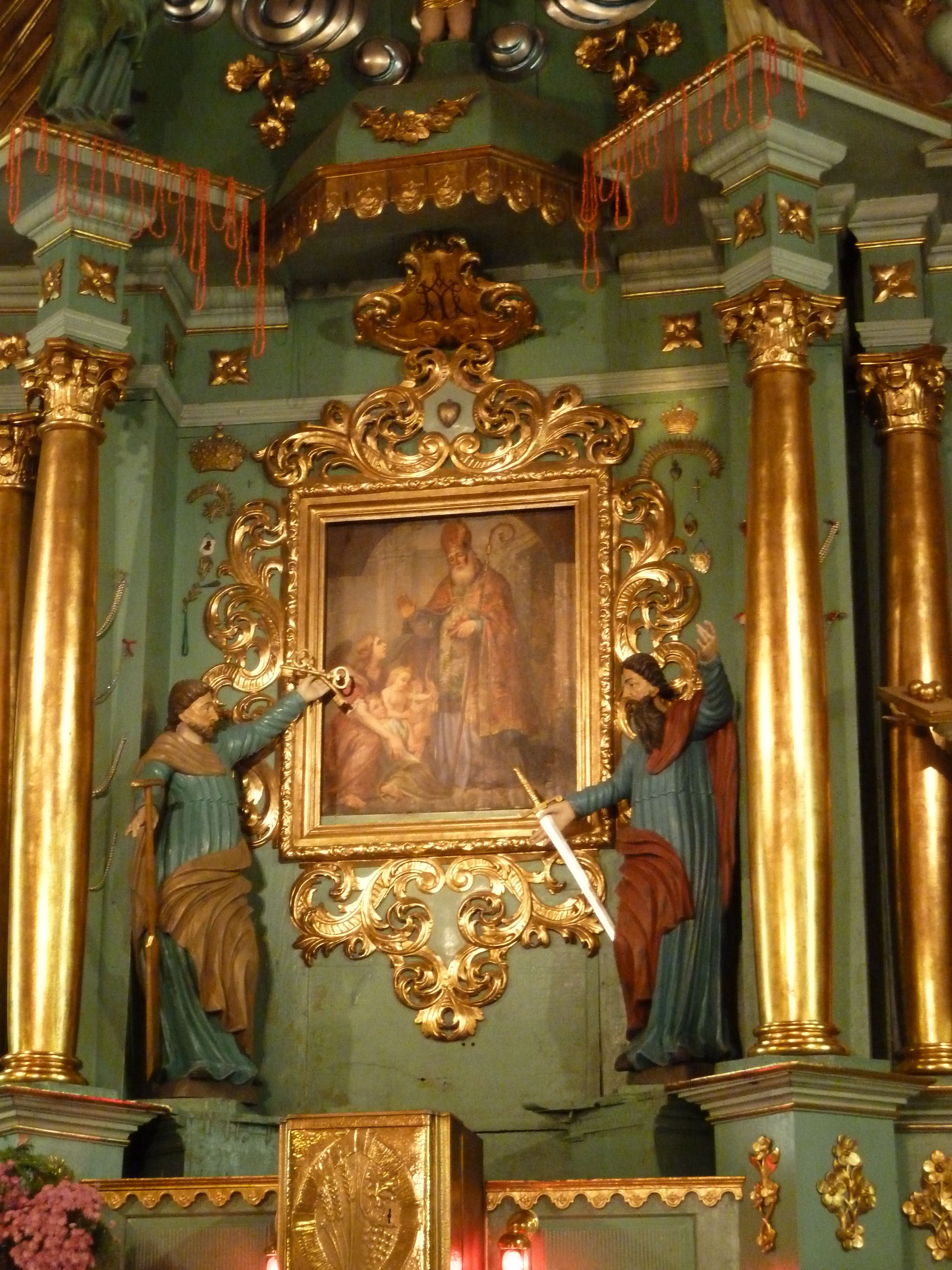
Święty Mikołaj na zasłonie głównego ołtarza w kościele św. Mikołaja w Truskolasach

- Przyjaciółki – olej na płótnie, 57 × 73 cm; Kraków
- Wędrowny handlarz – olej na płótnie, 35 × 24.5 cm
- Przybycie kompanii na Jasną Górę
- Iluminacja Jasnej Góry
- Jałmużna na Jasnej Górze (ok. 1869)
- Chór w kościele częstochowskim (ok. 1872)

## Galeria

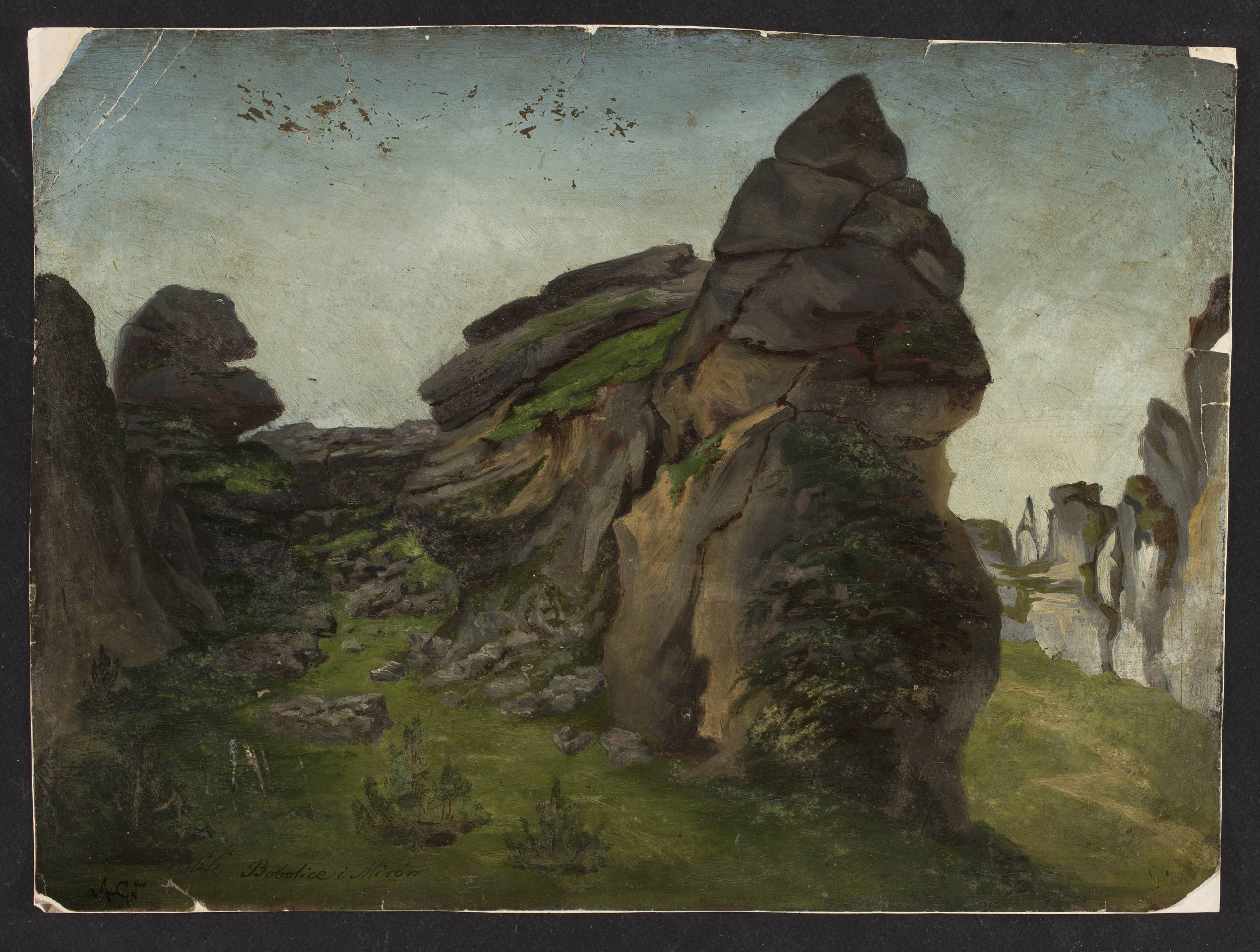
"Pejzaż - Bobolice i Mirów" z 1866 r  Muzeum Narodowe w Warszawie
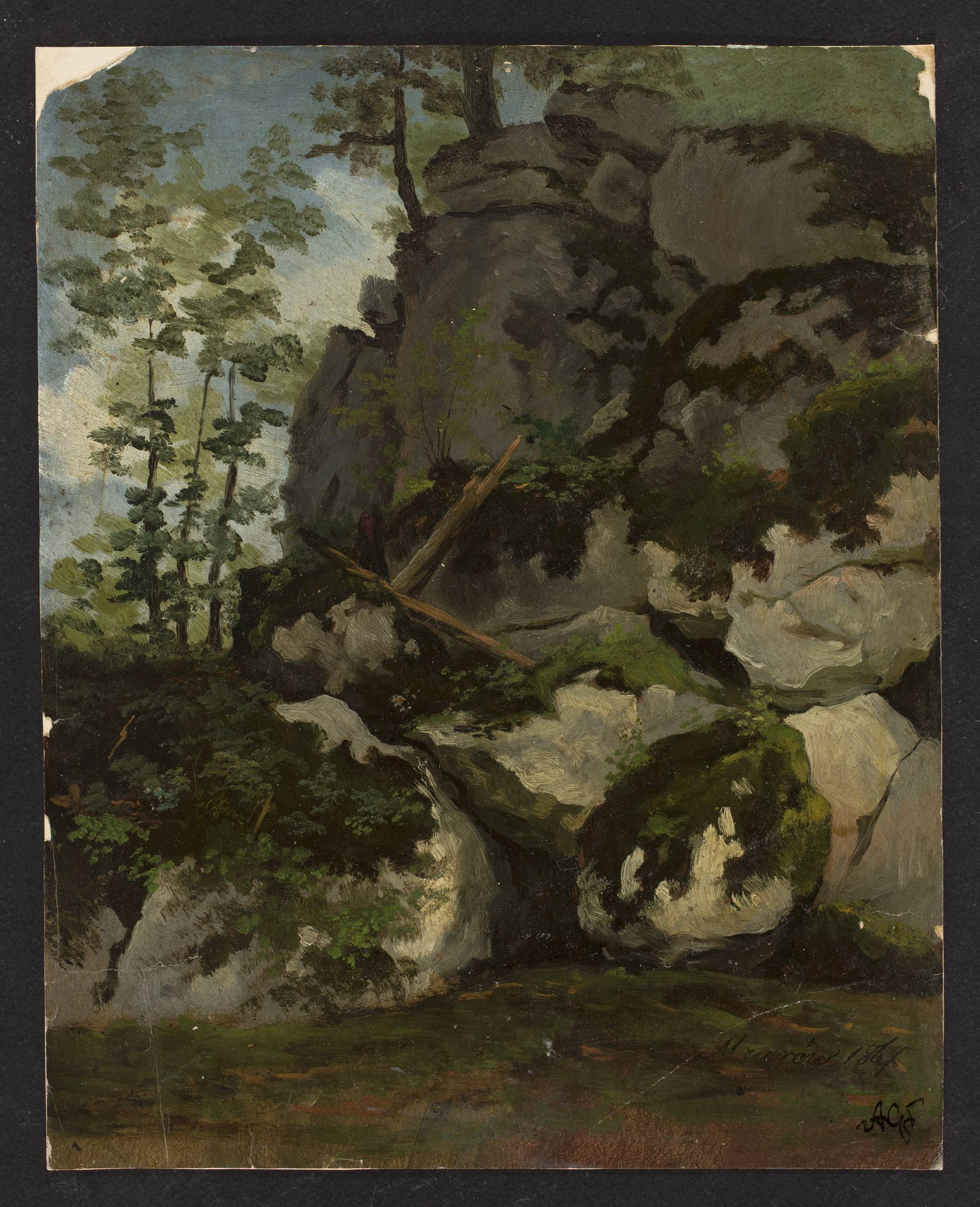
"Pejzaż ze skałami z okolic Mzurowa" z 1867 r. Muzeum Narodowe w Warszawie
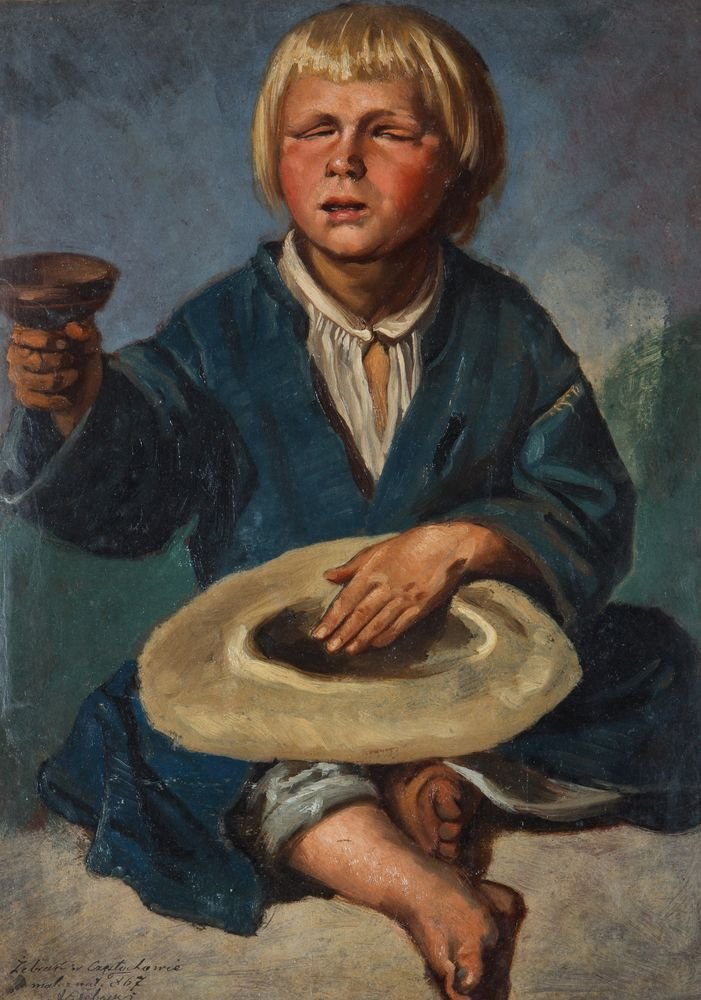
"Żebrzący chłopiec" z 1867 r.
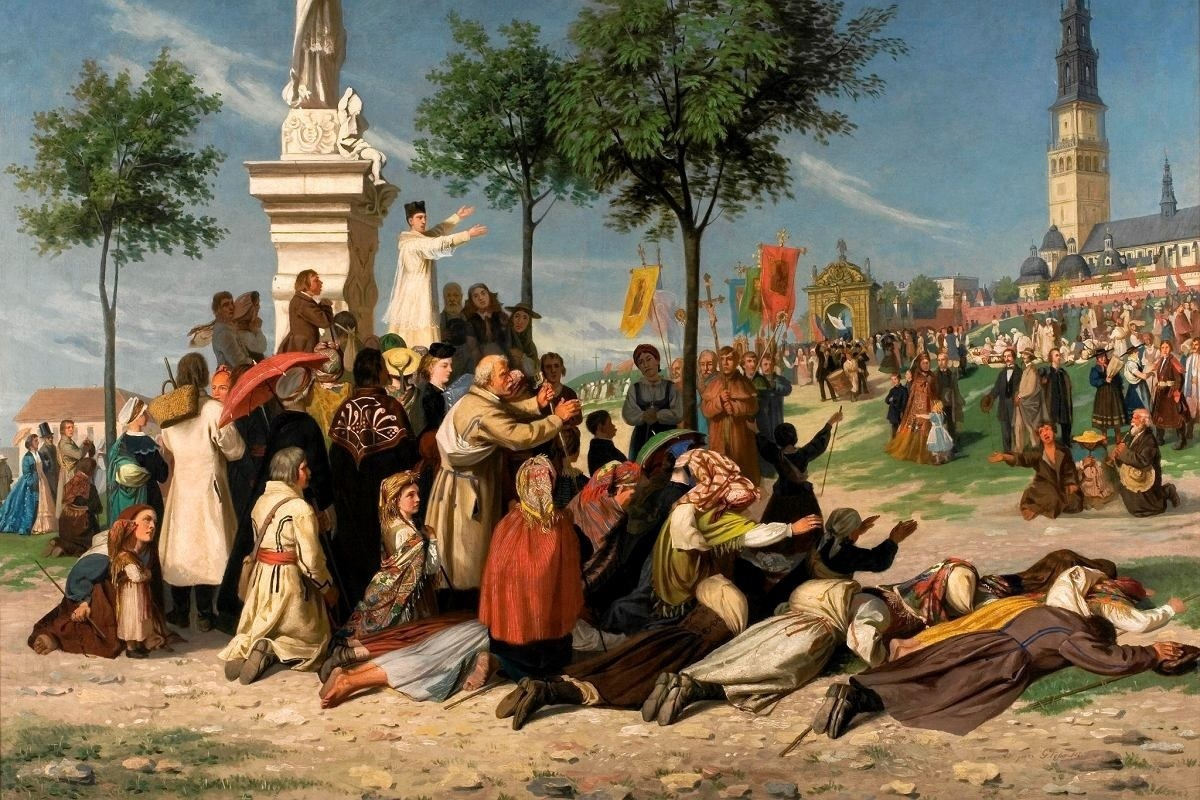
"Przybycie kompanii na Jasną Górę" z 1868 r., Muzeum Częstochowskie
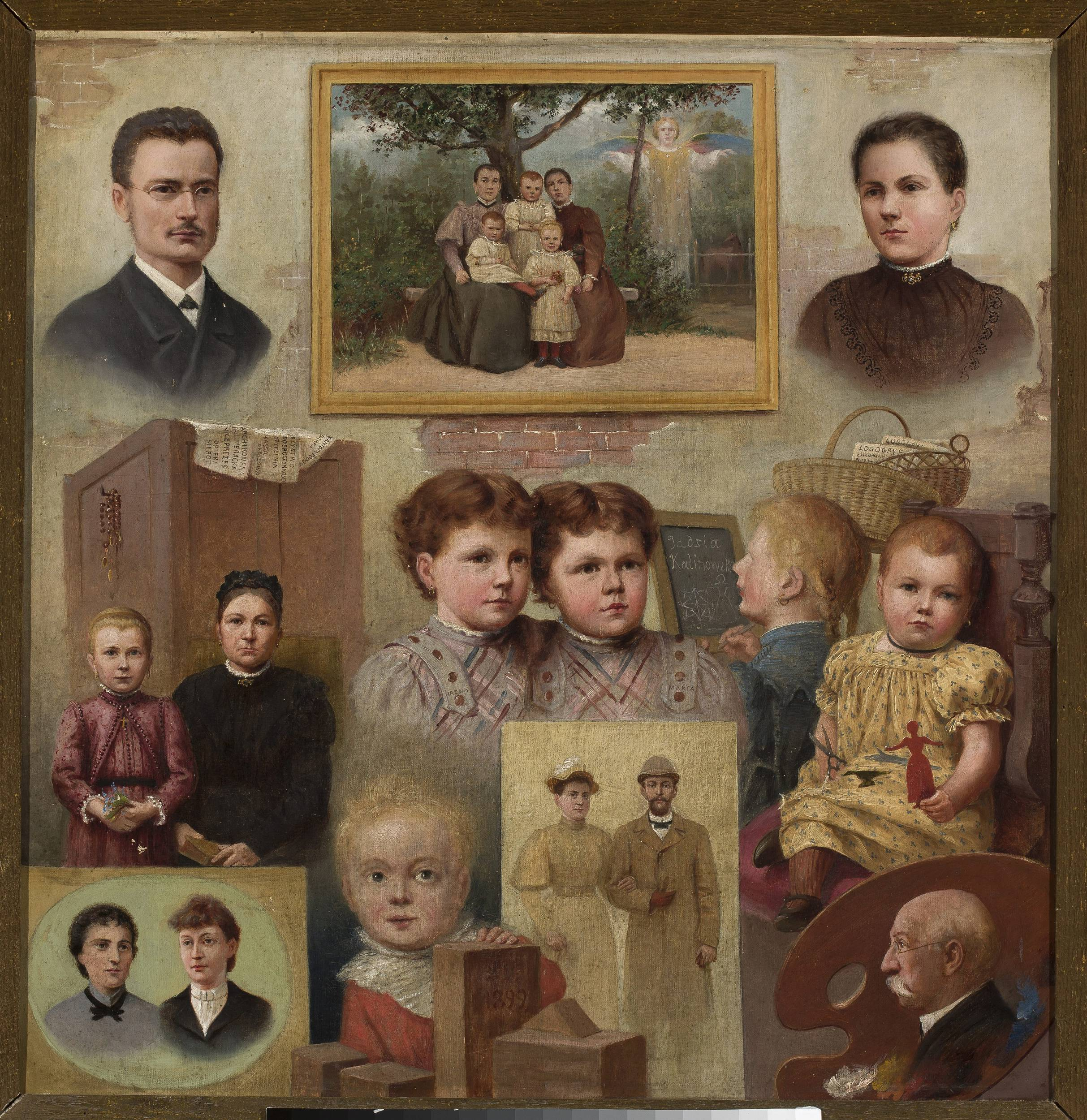
"Portret zbiorowy rodziny Kalinowskich z autoportretem malarza" z 1899 r. Muzeum Narodowe w Warszawie